# Linzer Schloss

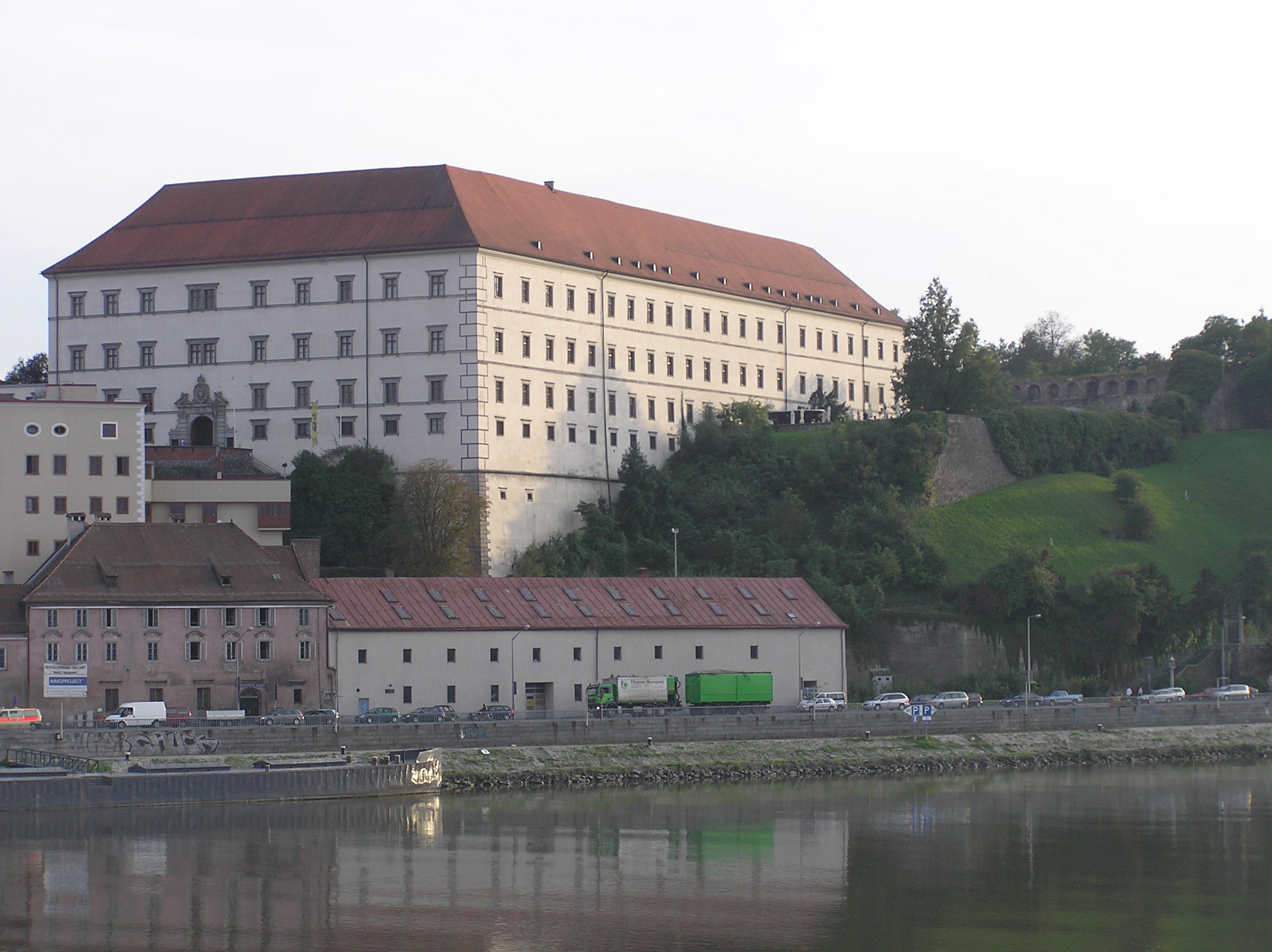
Linzer Schloss

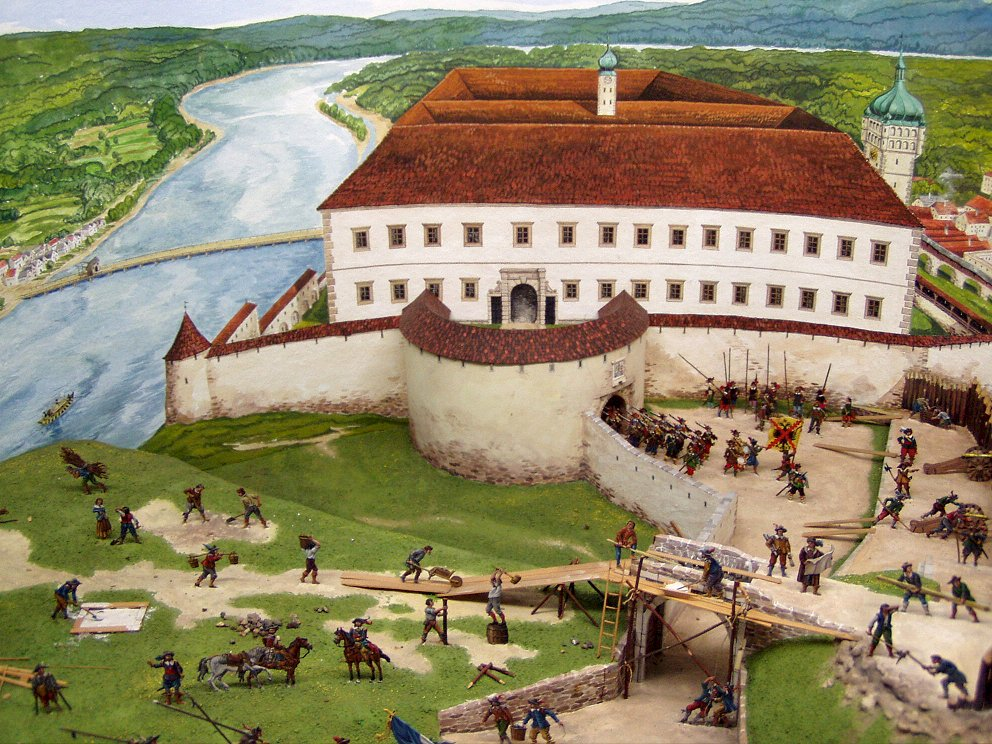
Fortifikation beim Linzer Schloss – Zinnfigurendiorama aus dem Peuerbacher Bauernkriegsmuseum

Das Linzer Schloss befindet sich auf einer Anhöhe über dem Altstadtviertel von Linz direkt an der Donau.

## Geschichte

### Frühgeschichte
Das Schloss entstand an der Stelle des früheren römischen Kastells Lentia. Die erste bekannte Erwähnung stammt vom 20. Juni 799.
Bis um 1150 waren hier die Herren von Linz als Lehensleute des Hochstift Passau ansässig, unter der Oberlehnsherrschaft der Baiernherzöge. Um die Mitte des 12. Jahrhunderts baute Passau das Schloss Ebelsberg zu seinem Stützpunkt im Linzer Raum aus. Um diese Zeit dürften die Haunsperger als Nachfolger der Herren von Linz das passauische Lehen Linz übernommen haben. 1205/1206 erwarb der Babenberger Herzog Leopold VI. von Österreich und Steiermark von Gottschalk II. von Haunsperg die im Werden begriffene Stadt Linz mit ihrer Burg.

### Kaiserliche Residenz

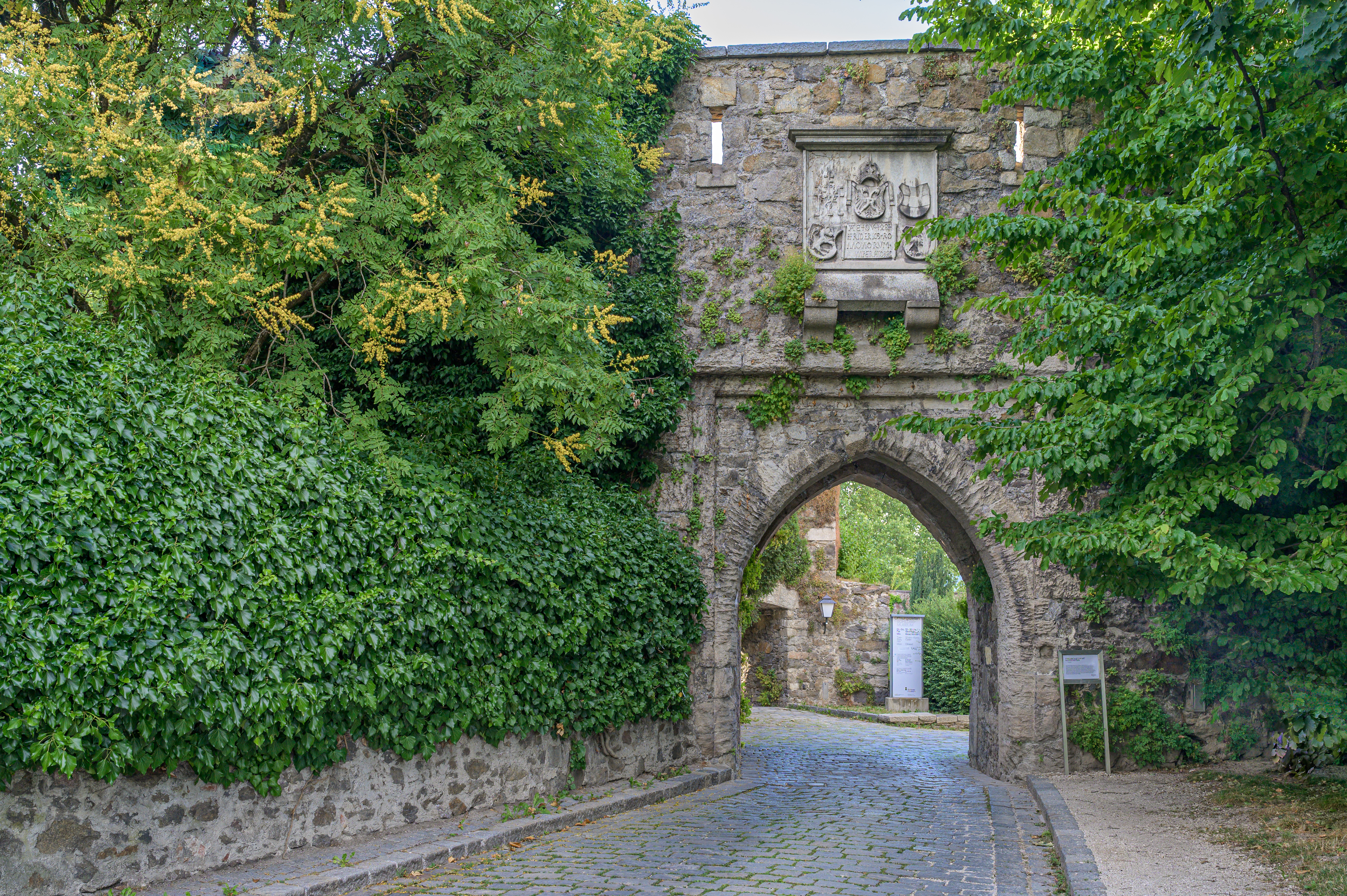
Friedrichstor mit dem Wappenstein und der Inschrift „A.E.I.O.U.“

Unter Kaiser Friedrich III. wurde 1477 die Burg zu einem Schloss umgebaut, und es diente ihm von 1489 bis 1493 als Residenz. Aus dieser Zeit stammt das heute noch erhaltene Friedrichstor. Sein Sohn Maximilian I. hielt sich öfter in Linz und im Schloss auf. Dessen Enkel, der spätere Kaiser Ferdinand I., ließ nach der in Linz gefeierten Hochzeit das Schloss für seine Frau Anna von Böhmen und Ungarn ausbauen und kostbar ausstatten. Ihre Kinder Elisabeth (1526) und Ferdinand II. (1529) wurden im Linzer Schloss geboren. Ihre Tochter Katharina wohnte nach der Trennung von ihrem Gemahl, dem polnischen König Sigismund II. August, vom Oktober 1567 bis zu ihrem Tod im Jahr 1572 mit ihrer Dienerschaft im Linzer Schloss.

### Rudolfinisches Schloss

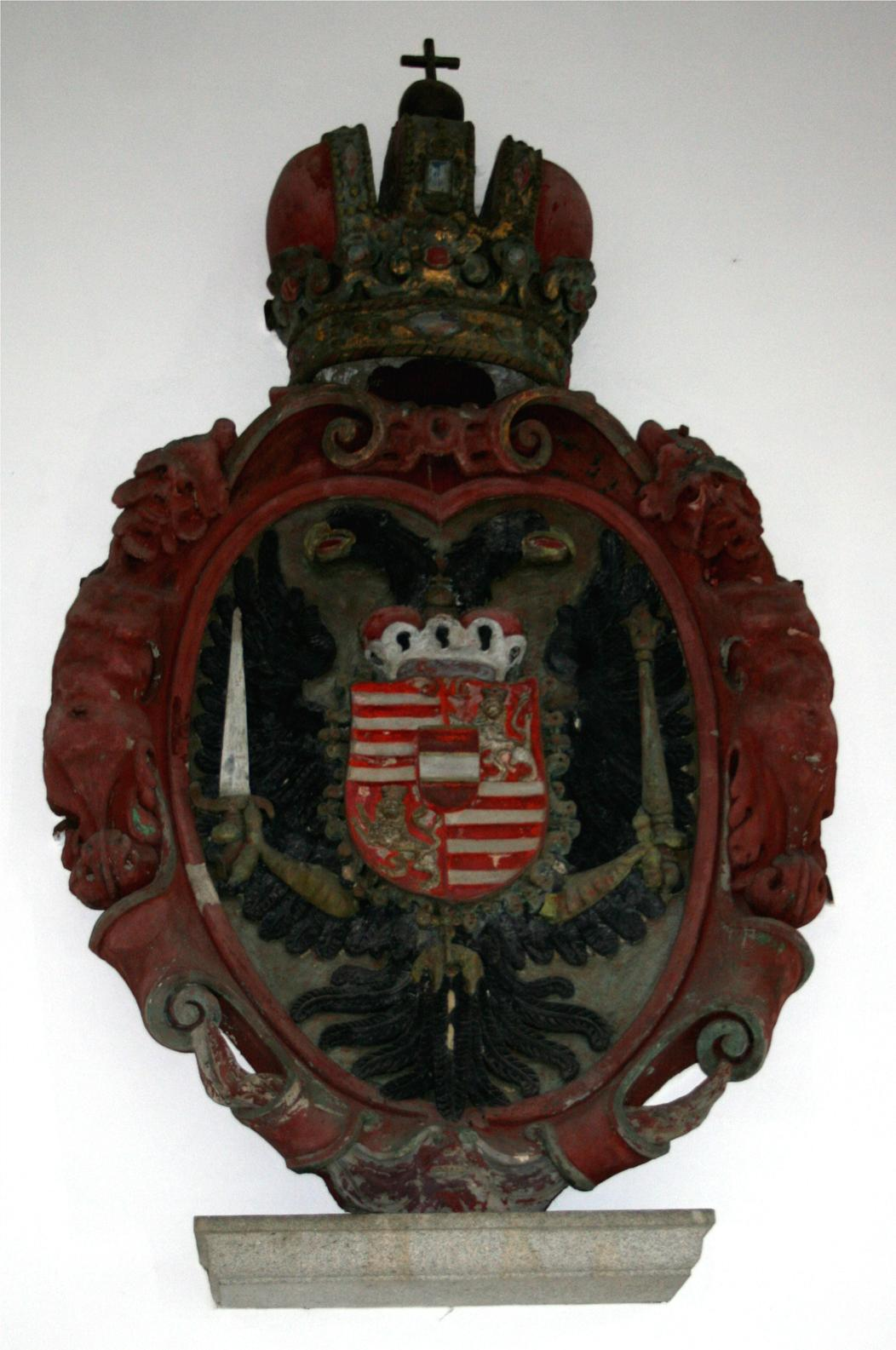
Wappen mit Kaiserkrone Rudolfs II. in der Durchfahrt des ehemaligen Kapellentraktes

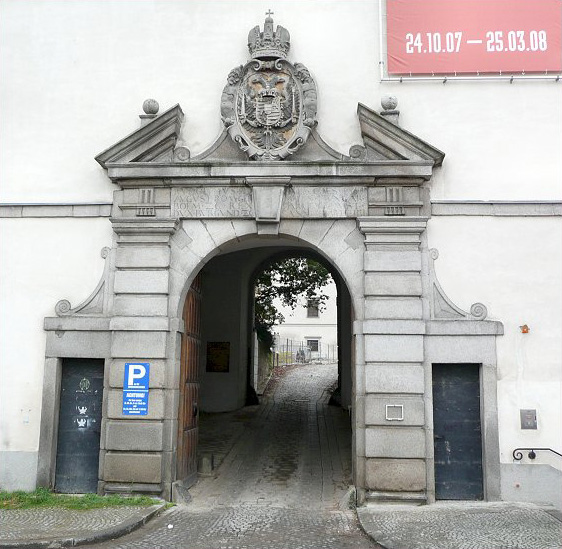
Rudolfstor

Kaiser Rudolf II. ließ 1600 das Schloss nach Plänen des niederländischen Baumeisters Anton de Moys aus Antwerpen, ab 1581 Hofbaumeister in Wien, abreißen und neu aufbauen. Neben dem mächtigen viergeschoßigen Blockbau mit zwei Innenhöfen entstand nun auch das Haupttor zur Stadt (Rudolfstor, 1604). Hofbaumeister Marco Martino Spazzio reiste 1607 mit Plänen zur Schlosskapelle nach Prag.
Während der bayrischen Pfandherrschaft 1620 bis 1628 residierte Adam Graf von Herberstorff als Statthalter im Schloss. Er verstärkte im Hinblick auf eine drohende Belagerung durch die Bauern die Befestigungsanlagen rund um das Schloss. Im Jahr 1626 kam es zur Belagerung durch die aufständischen Bauern.
Während der Pest in Wien hielt sich Kaiser Ferdinand III. mit dem Hof 1644 bis 1646 im Linzer Schloss auf. Während der Zweiten Wiener Türkenbelagerung Wiens von 1683 residierte Kaiser Leopold I. dort.
1783 übersiedelte der Landeshauptmann mit seinen Ämtern vom Schloss in das Linzer Landhaus.
Während der Franzosenkriege diente das Schloss als Lazarett. Der Stadtbrand im Jahr 1800 ging von hier aus. Bei diesem wurden der Südflügel und ein Teil des Quertraktes zerstört. Angesichts der Frage, was mit dem schwerbeschädigten Gebäude geschehen sollte, wurde beschlossen, das Strafhaus im aufgelassenen Stift Baumgartenberg hierher zu verlegen.
Im Jahr 1811 wurde ein modernes Provinzialstrafhaus in Betrieb genommen, in welchem die Sträflinge mit der Erzeugung von Tüchern, Zwillich, Drillich und Tüchern verschiedener Art beschäftigt wurden. Die Schließung der Linzer Wollzeugfabrik und der damit verbundene Wegfall der im Strafhaus betriebenen Wollkämmerei und -spinnerei mag dazu beigetragen haben, die Strafanstalt 1851 in das ebenfalls von Joseph II. aufgehobene Stift Garsten zu verlegen.
Von 1851 bis 1945 diente das Schloss als Kaserne für Soldaten. Zwischen 1953 und 1963 erfolgte der Ausbau und die Restauration des Gebäudes zum Schlossmuseum der oberösterreichischen Landesmuseen.

## Schlossberg
Der Schlosspark westlich der Befestigungsmauer und oberhalb des Schlosses wird gemeinhin als Schlossberg bezeichnet. Dieser ist Teil des Römerbergs, nach dem der Straßentunnel von der Sandgasse zur Donau benannt ist, und der als Rücken westwärts zum Freinberg verläuft.
Das neue Linzer Musiktheater hätte ursprünglich beim Schloss donauseitig in den Berg gebaut werden sollen. Das Projekt wurde mit einer von der FPÖ initiierten oberösterreichischen Volksbefragung am 26. November 2000 abgelehnt.

## Architektur

### Schloss

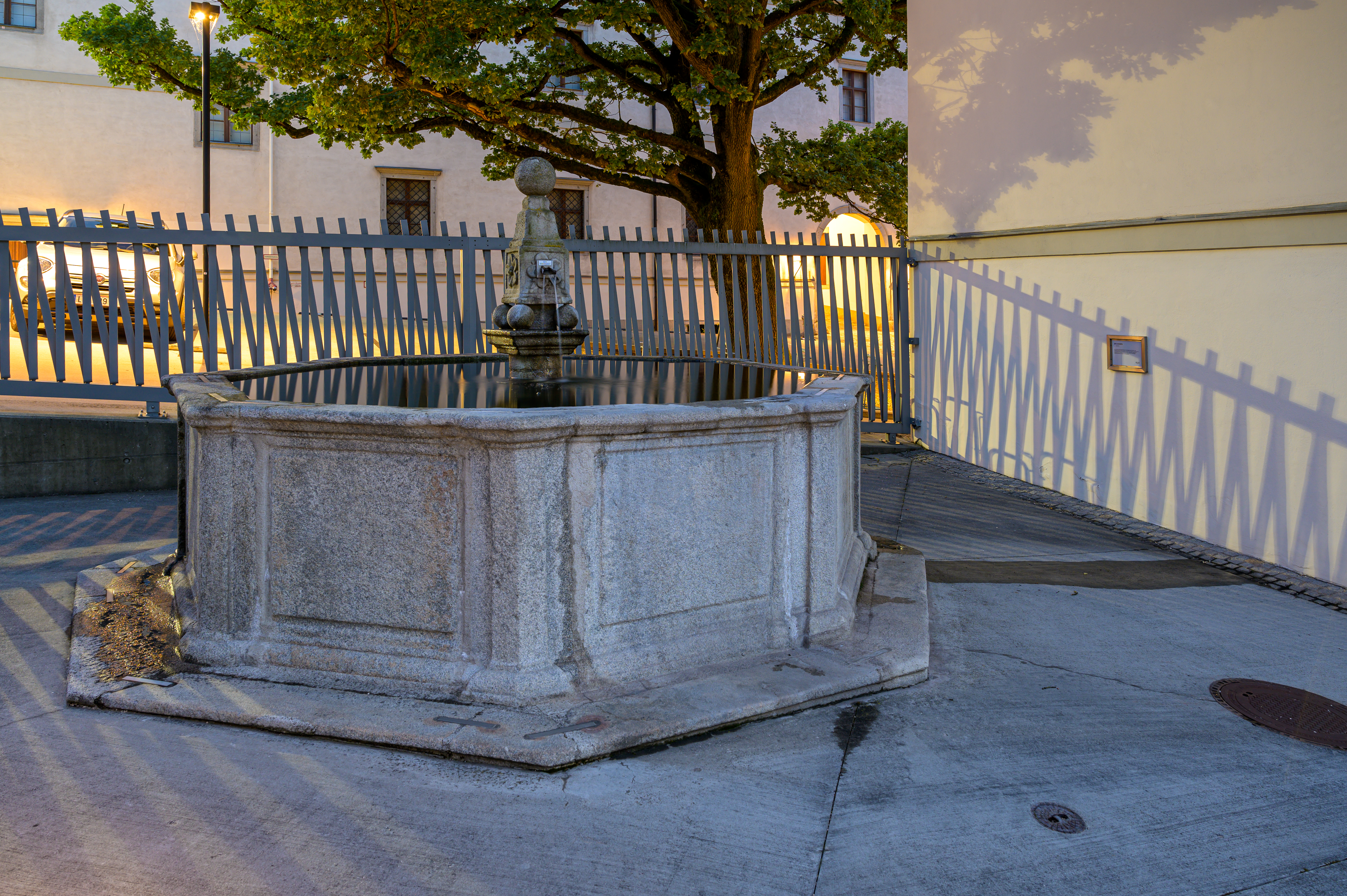
Brunnen im großen Hof

Zum ansteigenden Schlossbergplateau hin steht eine gewaltige geschütztaugliche Bastionierung, die aus vorgelegten Wällen sowie tiefem Graben und turmflankierten Kurtinen besteht. Ein Rondell beschützt das erste Tor, dahinter führt ein abgewinkelter Weg durch das spitzbogige Friedrichstor mit einem Wappenstein, der die Jahreszahl 1481 und die bekannte Inschrift A.E.I.O.U. trägt (das Original befindet sich im Nordtrakt des Schlossmuseums).
Der viergeschoßige Blockbau besitzt zwei Innenhöfe.
Das 1604 erbaute Rudolftor führt in die Linzer Altstadt hinab.

### Südflügel

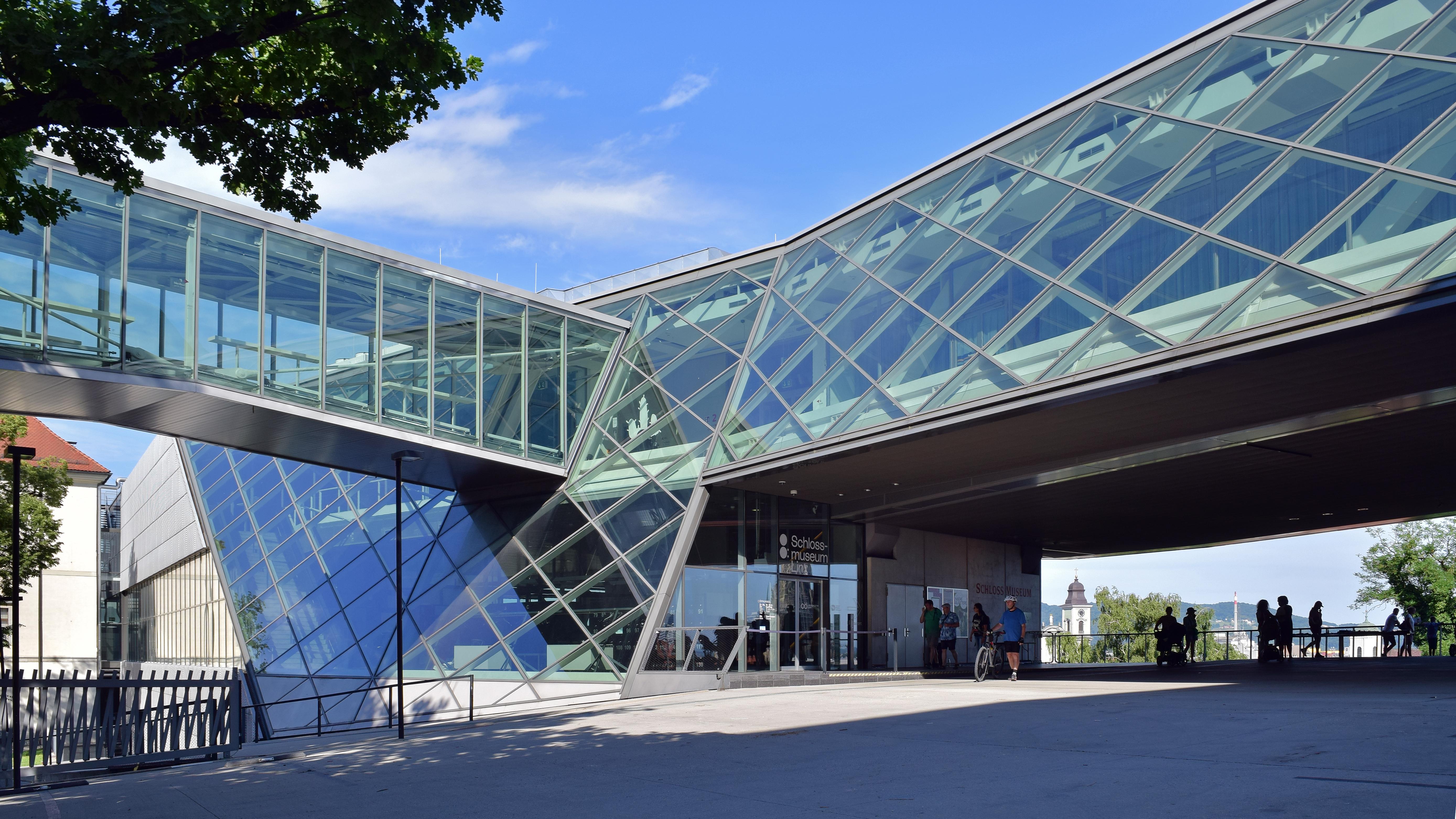
Neubau des Südflügels (Emmerer und Luser, 2011)

Im Jahr 2006 fand ein Architektenwettbewerb für den Neubau des 1800 abgebrannten Südflügels statt (dieser ist dem Südosten zugewandt und stellt eine am Steilabfall des Bergs leicht angeschnittene Rechtecklängsseite des Grundrisses des Schlosses dar). Von den 109 eingereichten Projekten gewann jenes des Grazer Architekturbüros HoG architektur (Martin Emmerer, Clemens Luser und Hansjörg Luser). Der neue, als Stahl-Glas-Konstrukt realisierte Südflügel, dessen Errichtung 24 Millionen Euro kostete, wird für eine Erweiterung des Schlossmuseums genutzt. Im Sommer 2006 fanden auf dem künftigen Baugelände archäologische Grabungen statt.
Ein nach dem großen Brand vom 18. August 1800 mit Sand und feinem Schutt bis auf einen Fluchtstollen verfüllter Raum wurde ab Sommer 2006 ergraben und erforscht. In der nun bis zu 9 m hohen Halle befinden sich die Reste eines Rundturm mit 9,5 m Durchmesser aus dem Anfang des 16. Jahrhunderts und somit vor dem Neubau des Schlosses.

## Schlossmuseum

### Museumsgeschichte
Das Schlossmuseum wurde im Nordflügel des alten Schlosses 1963 teileröffnet, die Gesamteröffnung erfolgte 1966. Es wurden zunächst historische und volkskundliche Sammlungen untergebracht. Dauerausstellungen sind auch historische Waffen und historische Musikinstrumente und alte Münzen. Zusätzlich finden auch immer wieder Sonderausstellungen statt. Im Schlosshof wurden und werden gelegentlich Open-Air-Veranstaltungen durchgeführt.
Der neue Südflügel (Neuerrichtung des 1800 abgebrannten Teiles des Schlosses) beherbergt nach Fertigstellung Juli 2009 die technikgeschichtlichen und naturwissenschaftlichen Sammlungen des Schlosses.
Der damals freigelegte sog. „verschüttete Raum“ wurde am 3./4. November 2011 mit dem Symposion „Dem Verschütteten Raum geben – Ein Erinnerungs-Update“ eröffnet und beherbergt die Dauerausstellung über das Schicksal von Jüdinnen und Juden, Sinti und Roma.
Im neuen Südflügel des Schlosses und im Erdgeschoß des Nordflügels gibt es seit deren Neugestaltung bzw. Neuerrichtung 2009 auch Raum für Kunstausstellungen, der seit damals vielfältig genutzt wird, 2022 etwa für eine Ausstellung von Brigitte Kowanz.

### Sammlungen
- Kunstsammlung Kastner: Den Grundstock legte 1975 die Schenkung des Juristen Walther Kastner mit der Auflage, sie geschlossen zu präsentieren. Im Die Sammlung wuchs im Lauf der Zeit von ursprünglich 323 Werken auf über 1400 Objekte. Sie umfasst Skulpturen des Mittelalters, Gemälde der Niederländer des 17. Jahrhunderts und österreichische Malerei zwischen Biedermeier und Expressionismus. Die Sammlung wird in drei Sälen präsentiert, der Vorraum enthält eine Einführung.
- Kunstsammlung 12.–18. Jahrhundert
- Münzkabinett: Die Münzsammlung bietet einen Überblick über die Numismatik Oberösterreichs. Präsentiert werden Fundmünzen der keltischen Siedlungen, mittelalterliche Münzen wie etwa aus der Münzstätte Linz, Medaillen in Oberösterreich ab dem 16. Jahrhundert und auch Schatzfunde wie der 1997 entdeckte Schatzfund von Fuchsenhof.
- Musikinstrumentensammlung
- Natur Oberösterreich: In dieser Ausstellung wird die Entstehung der Landschaften Oberösterreichs und die Vielfalt ihrer Lebewesen präsentiert.
- Online Collections: Über 200.000 Fotografien, historische Ortsansichten usw. sind online verfügbar.
- Technik Oberösterreich: Neben der technikgeschichtlichen Sammlung (Astronomie, Museum Physicum und Studiensammlung) wird die oberösterreichische Industrie-, Wirtschafts- und Technikgeschichte thematisiert.
- Traditionelle Krippen: Aus der Sammlung von rund 70 verschiedenen Krippen ragen die Krippe aus Stift Garsten mit beinahe lebensgroßen Figuren aus der Zeit um 1730 sowie eine mechanische Krippe aus der Werkstatt des Johann Georg Schwanthaler hervor.
- Volkskunde & Alltagskultur: Es wird Querschnitt über das kunsthandwerkliche und volkskünstlerische Schaffen vorwiegend des 18. und 19. Jahrhunderts gegeben. Zu sehen ist auch Hinterglasmalerei aus Sandl.
- Waffensammlung: historische Hieb- und Stich- als auch Feuerwaffen

### Bedeutende Exponate

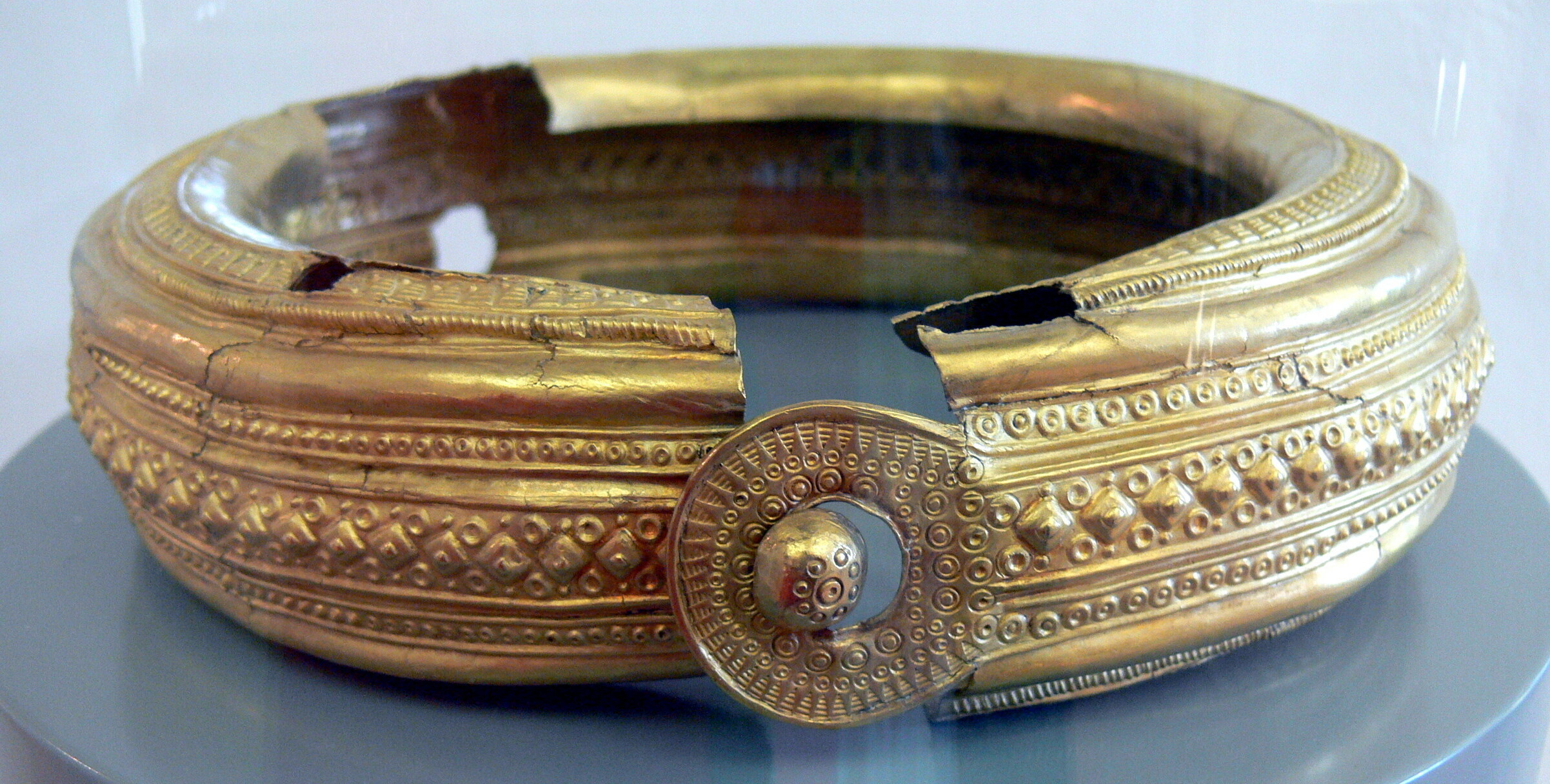
Goldhalsreifen aus Uttendorf

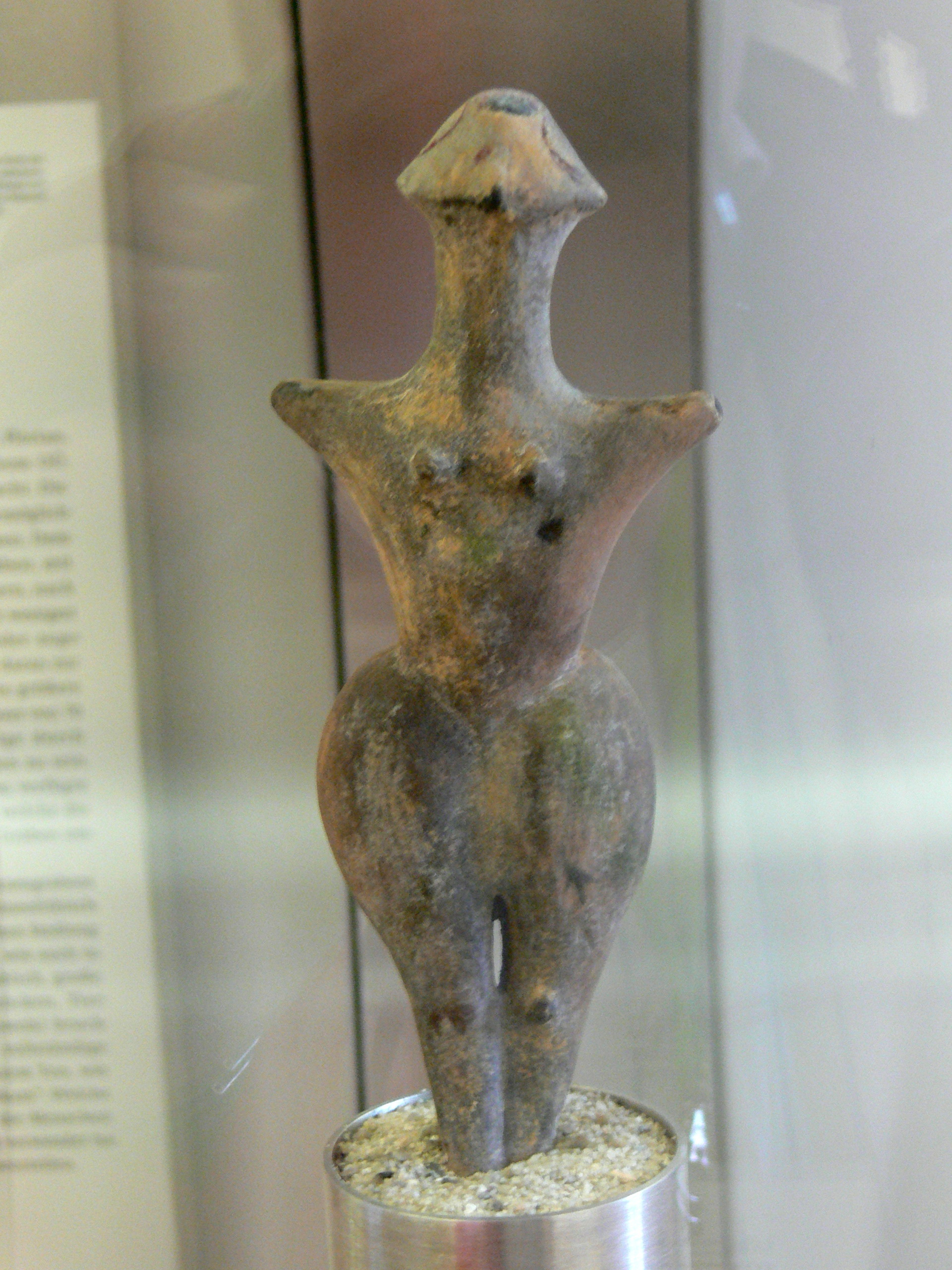
Venus von Ölkam

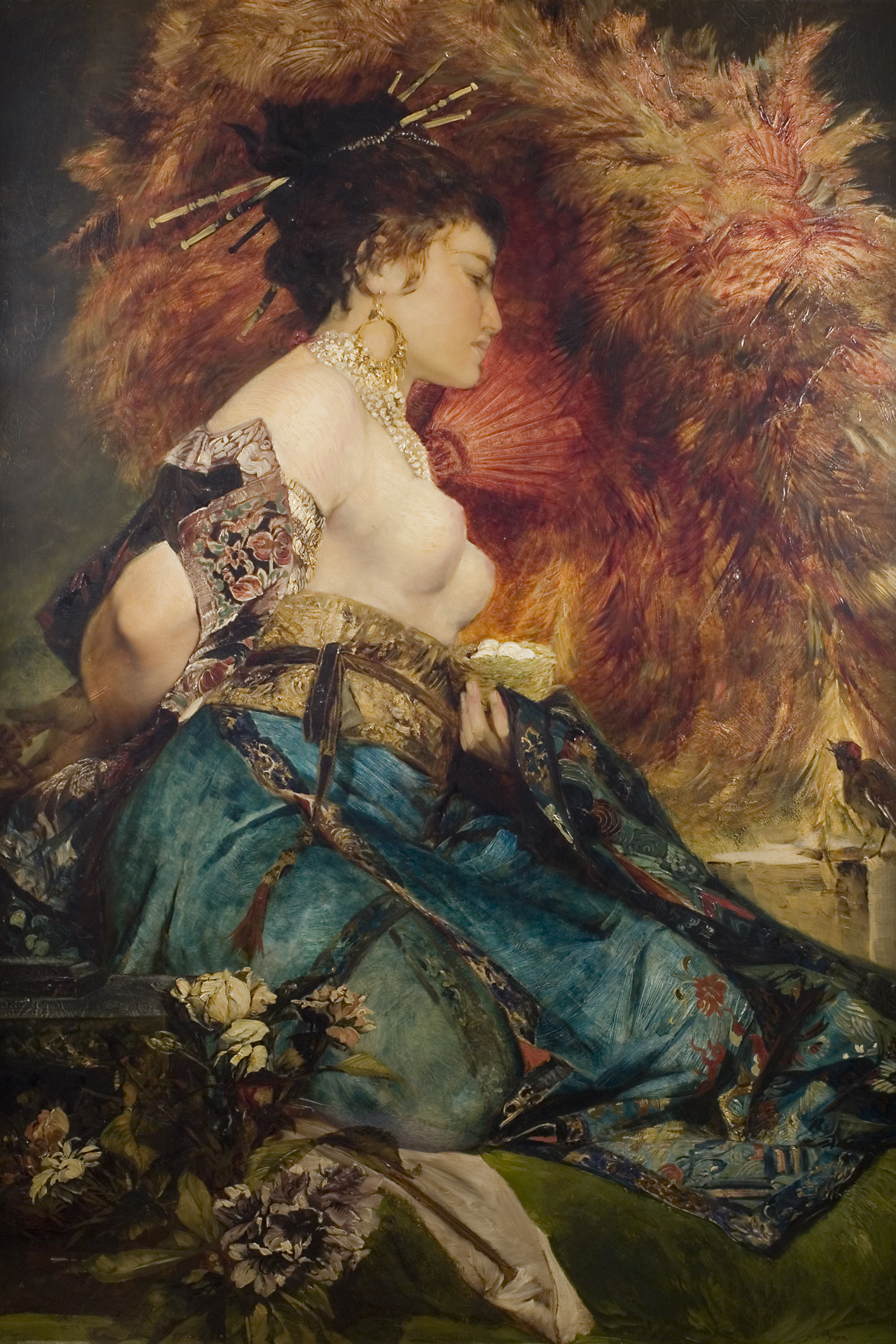
Die Japanerin von Hans Makart

Zu den bedeutendsten Exponaten des Museums zählen (nach Entstehungsdatum):
- Frauenstatuette aus der jungsteinzeitlichen Siedlung von Ölkam, um 4800 v. Chr.[17]
- Goldhalsreifen aus der hallstattzeitlichen Siedlung von Uttendorf, um 550 v. Chr.[18]
- latènezeitliche Schnabelkanne von Mining-Sunzing, um 450 v. Chr.[19]
- Schatzfund von Fuchsenhof, 1. Jahrhundert v. Chr., vergraben um 1275/78, entdeckt 1997
- Kreuzritterschwert des Kalhoch (Chadeloh) von Falkenstein, 4. Viertel des 12. Jahrhunderts[20]
- Eggelsberger Altar aus der ehemaligen Wallfahrtskirche Eggelsberg, datiert 1481[21]
- Anbetung der Könige des Meisters von Mondsee, um 1490/93 (weitere Flügelbilder des ehemaligen Mondseer Altares befinden sich im Belvedere)[22]
- Johannesschüssel des Meisters des Kefermarkter Altars, um 1500[23]
- Kachelofen aus Schloss Würting, um 1560[24]
- Schwerter der Linzer Stadtrichter, 1598 und 1659[25] und Marchtrenker Wiege, 1702
- Portal aus Schloss Hartheim, nach 1598[26]
- Franz Nikolaus Pernlohner: Karte der Traun von ihrem Ursprung bis zur Mündung in die Donau. Um 1688 (Maßstab 1:4.400, 2264(!)cm lang und 38 cm hoch).[27]
- barocke Apotheke aus Schloss Weinberg, um 1700[28]
- Hammerflügel von Ludwig van Beethoven, gebaut 1803 von Sébastien Érard Frères, Paris[29]
- Johann Baptist Reiter: Die Emanzipierte. Bildnis von Louise Aston. Öl auf Leinwand, um 1847[30]
- Hans Makart: Die Japanerin. Öl auf Mahagoni, um 1873/75[31]
- Meteorit von Prambachkirchen, 5. November 1932[32]